# Wayne State University Press
Wayne State University Press, também conhecida como WSU Press, é uma editora e distribuidora de livros estadunidense fundada em 1941, que serve à Wayne State University. A empresa, com sede na cidade de Detroit, é parceira das ilustradoras Painted Turtle e Great Lakes Books.
As obras publicadas pela Wayne State University Press geralmente tematizam sobre psicologia infantil, folclore, televisão, cinema, judaísmo e linguagem.